# Casos de Alarma
Casos de Alarma, luego rebautizada como Valle de lágrimas, fue una revista mexicana de fotonovelas de crímenes, editada por Publicaciones Llergo, S.A.. Aparecía los miércoles de cada semana, a partir de 1971, y se distribuía también en Los Ángeles (California).

## Características
De gran calidad de impresión para lo habitual en el medio, su editor Benjamín Escamilla se preciaba de adaptar casos reales, remitidos incluso por sus lectores.

## Números
| Núm.                                                                                        | Título                    | Actores | Fecha                   |
| ------------------------------------------------------------------------------------------- | ------------------------- | --- | ----------------------- |
| 32                                                                                          | «¡Avándaro, el infierno!» | Martha Patricia, Gonzalo Ferrat, Lourdes Batista, Ivette Tamez, Leornardo Martz, Carlos Shene, Gloria Cárdenas | 24 de noviembre de 1971 |
| Tema: La autodestrucción de una muchacha, Macrina, en el Festival Rock y Ruedas de Avándaro |                           | |                         |